# MDA GT 40 UK
MDA GT 40 UK Limited war ein britischer Hersteller von Automobilen.

## Unternehmensgeschichte
Mark Alan Sibley, der zuvor für GTD Supercars tätig war, und Linda Jean Sibley gründeten am 5. November 2003 das Unternehmen in Newport in der Grafschaft Shropshire. Sie begannen mit der Produktion von Automobilen und Kits. Andere Quellen nennen 1994 oder 2000 als Produktionsbeginn. Der Markenname lautete MDA. Am 13. Februar 2004 zogen sie nach Exeter in Devon und am 4. Januar 2007 nach Honiton in Devon. 2008 endete die Produktion. Insgesamt entstanden etwa 30 Fahrzeuge. Am 3. August 2010 wurde das Unternehmen aufgelöst.

## Fahrzeuge
Das einzige Modell war der GT 40 Replica, eine Nachbildung des Ford GT 40.